# Lenart
Lenart (in tedesco Sankt Leonhard in den Windischen Büheln) è un comune di 11 159 abitanti della Slovenia nord-orientale. Centro agricolo citato fin dal XII secolo, deriva il suo nome dalla chiesa dedicata a San Leonardo, uno degli edifici gotici più belli della zona.